# Bajunet
Bajunet (bajonet) ili bajuneta (bajoneta) (od franc. baïonnette) je nož ili bodež koji se može postaviti na pušku kvačenjem na vrh puščane cijevi. Bajuneta je sjećno ili bodno-sjećno hladno oružje za blisku borbu. Zakačen na pušku služi umjesto starinskog koplja, a može poslužiti kao običan nož.

### Povijest
U samom početku XV. stoljeća, kada su se počele koristiti, bajunete su bile tanke i dugačke, a danas smo svjedoci da su sve veće od noža.
Bajuneta je prvi put upotrijebljena u XVII. stoljeću u francuskom gradu Bayonneu, po kojeme je i dobila ime. Upotrijebili su je seljaci koji su na svoje ručno rađene puške stavljali noževe, kako bi im isti mogli poslužiti kao koplje kada im ponestane municije.